# Herrenteich

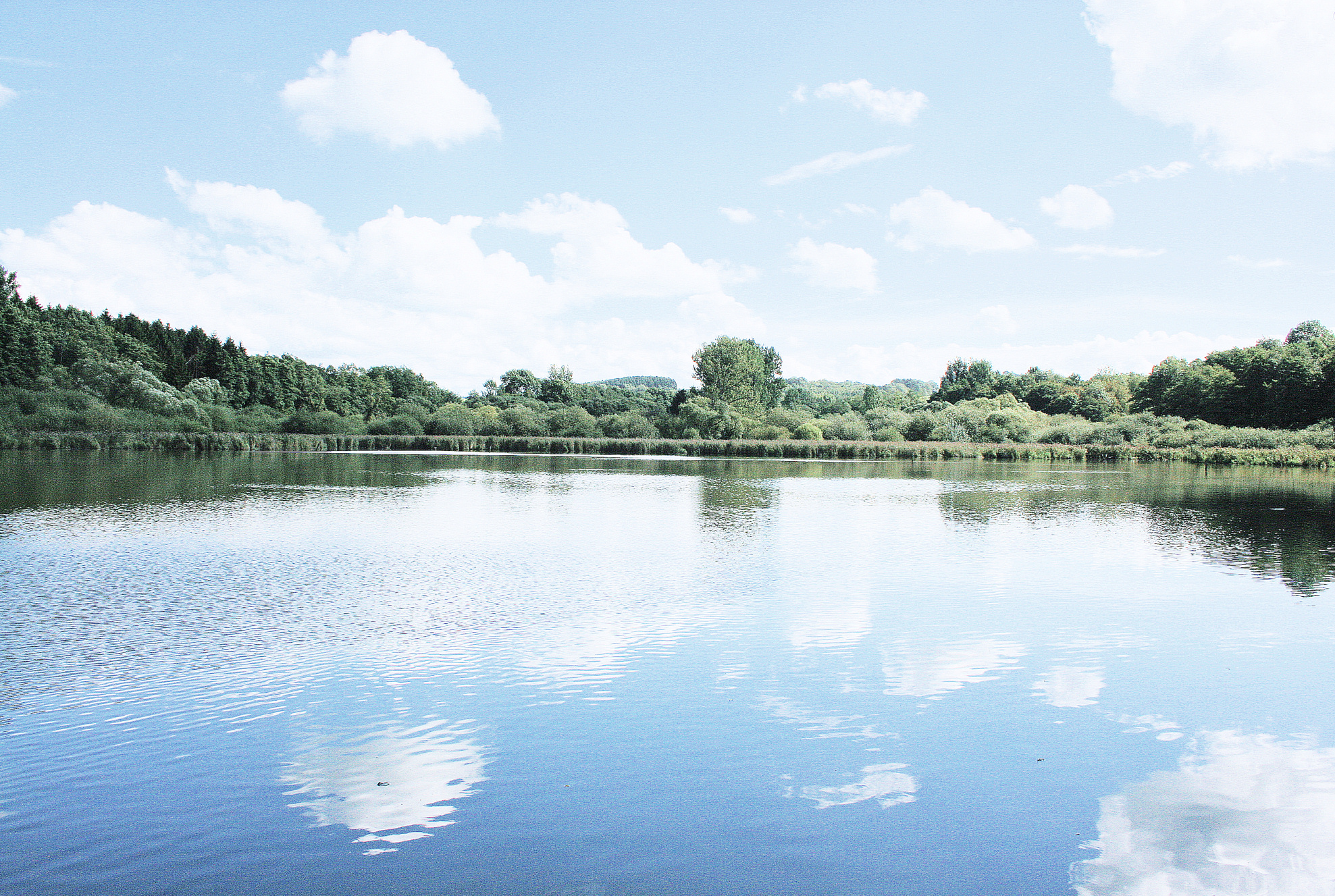
Das naturbelassene Ufer des Herrenteiches

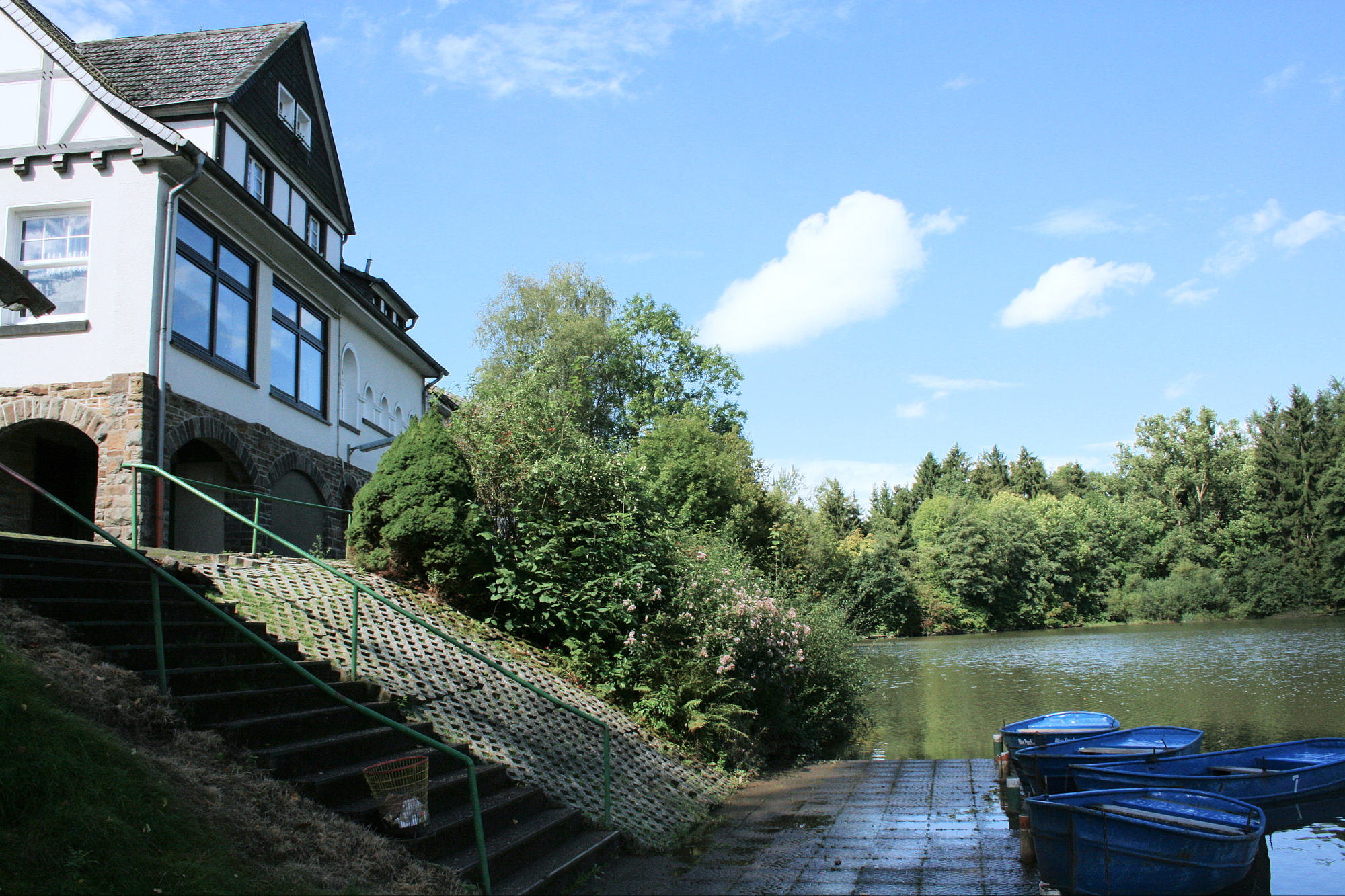
Mit Ruderbooten lässt sich der See erkunden

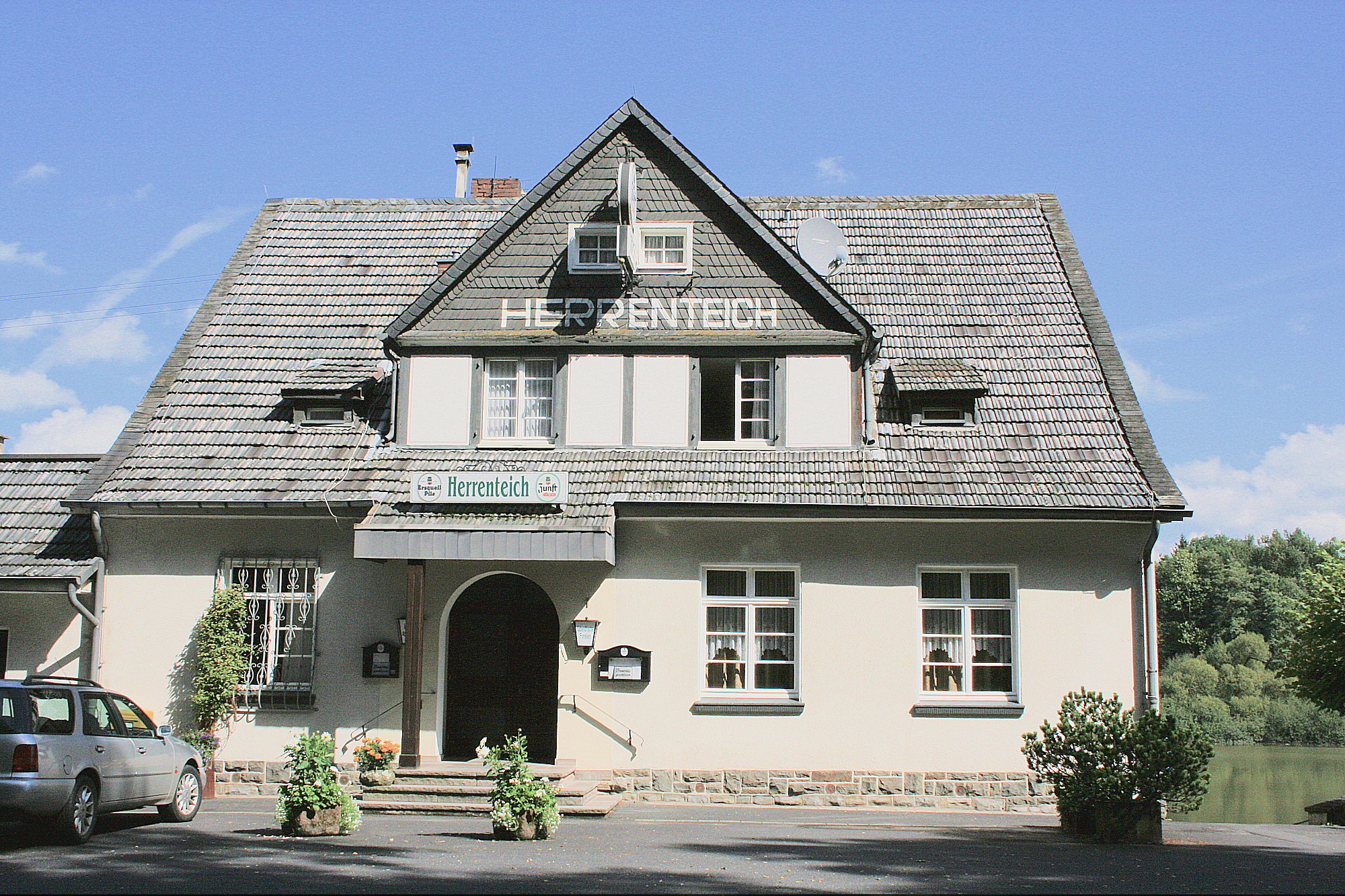
Gaststätte am Herrenteich

Der Herrenteich ist mit fünf Hektar Wasserfläche das größte Gewässer in der Gemeinde Much im Rhein-Sieg-Kreis im Süden Nordrhein-Westfalens. Zufluss und Abfluss ist der Wahnbach. 
Die hier gelegene Gaststätte Herrenteich gehört zur Ortschaft Kreuzkapelle.
Hier ist die Blauflügel-Prachtlibelle ebenso anzutreffen wie der Graureiher.